# Porn Studies
Porn Studies ist eine Fachzeitschrift, die sich dezidiert mit Kulturerzeugnissen und Dienstleistungen, die als pornographisch bezeichnet werden, sowie ihren kulturellen, ökonomischen, historischen, institutionellen, legalen und sozialen Kontexten beschäftigt. Die vierteljährlich erscheinende Zeitschrift arbeitet nach dem Prinzip des Peer-Review und wird seit 2014 vom Verlag Routledge in der Verlagsgruppe Taylor & Francis herausgegeben. Chefredakteurinnen sind Feona Attwood von der Middlesex University und Clarissa Smith von der University of Sunderland.
Im entsprechenden call for papers wird die Zeitschrift als die erste dedizierte internationale Zeitschrift für das Fachgebiet bezeichnet.

## Rezeption
Die Ankündigung der neuen Fachzeitschrift rief ein Echo in Medien und von Interessenverbänden hervor. Die britische Tageszeitung The Guardian erachtet das Erscheinen der Zeitschrift als implizite Kritik am Versagen der cultural studies, das Themengebiet Pornographie wissenschaftlich zu untersuchen, und als Reflexion des Disputes um feministische Sichtweisen auf Pornografie in der zweiten Welle des Feminismus.
Bei Gegnern von Pornographie stieß die Fachzeitschrift auf harsche Kritik. Gail Dines als Aktivistin der Anti-Pornobewegung verglich die Chefredakteurinnen Attwood und Smith mit „Klimaskeptikern“ und „Cheerleadern für die Industrie“.